# Fáeton (automóvel)

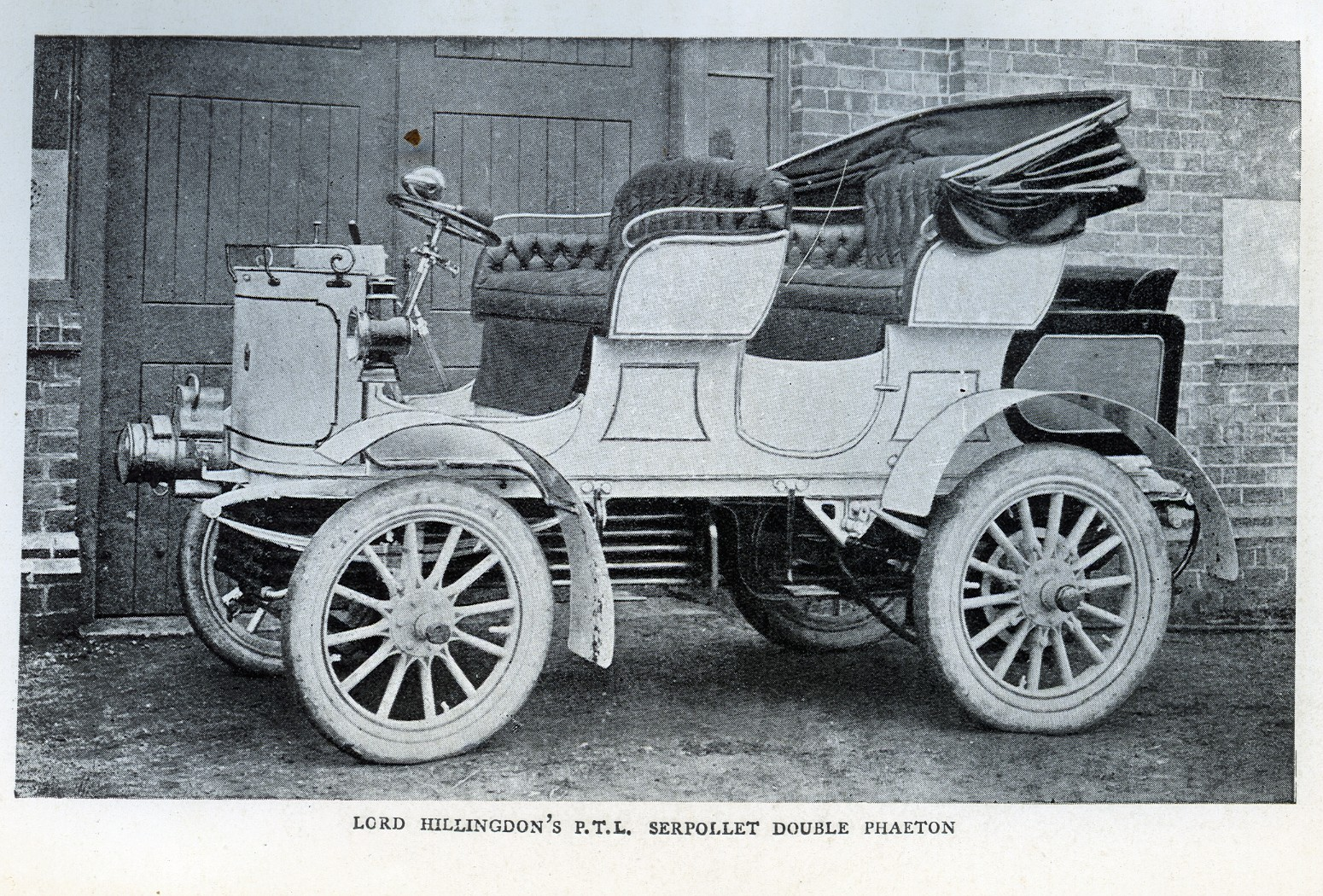
Um Serpollet Fáeton duplo de 1902.

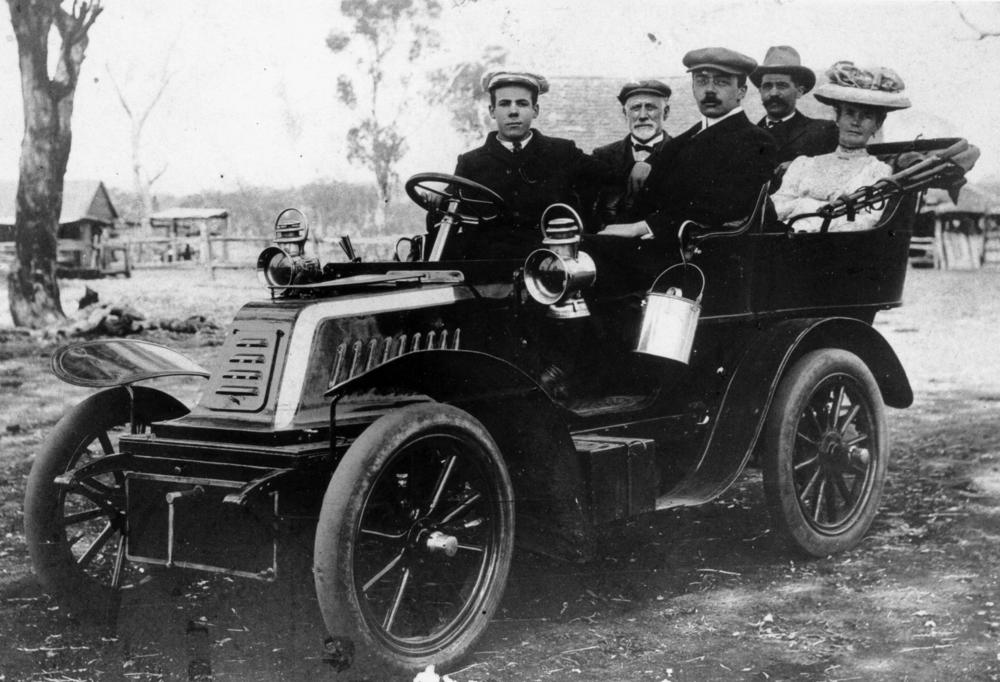
Um De Dion-Bouton 8 HP Modelo K, Fáeton duplo de 1906.

Fáeton ou Phaeton, ou ainda Phaéton, é também a designação de um tipo de automóvel descoberto com assentos de espaldar alto que protegem os passageiros do banco de trás. Podem ter duas fileiras de assentos, um Fáeton duplo ou  três fileiras, um Fáeton triplo.

## Origem
A carroceria Fáeton, é uma versão automotiva da rápida e leve carruagem Faetonte. Quando o termo começou a ser usado em automóveis, ele denotava um veículo mais rápido e leve que um automóvel de turismo. 

## História

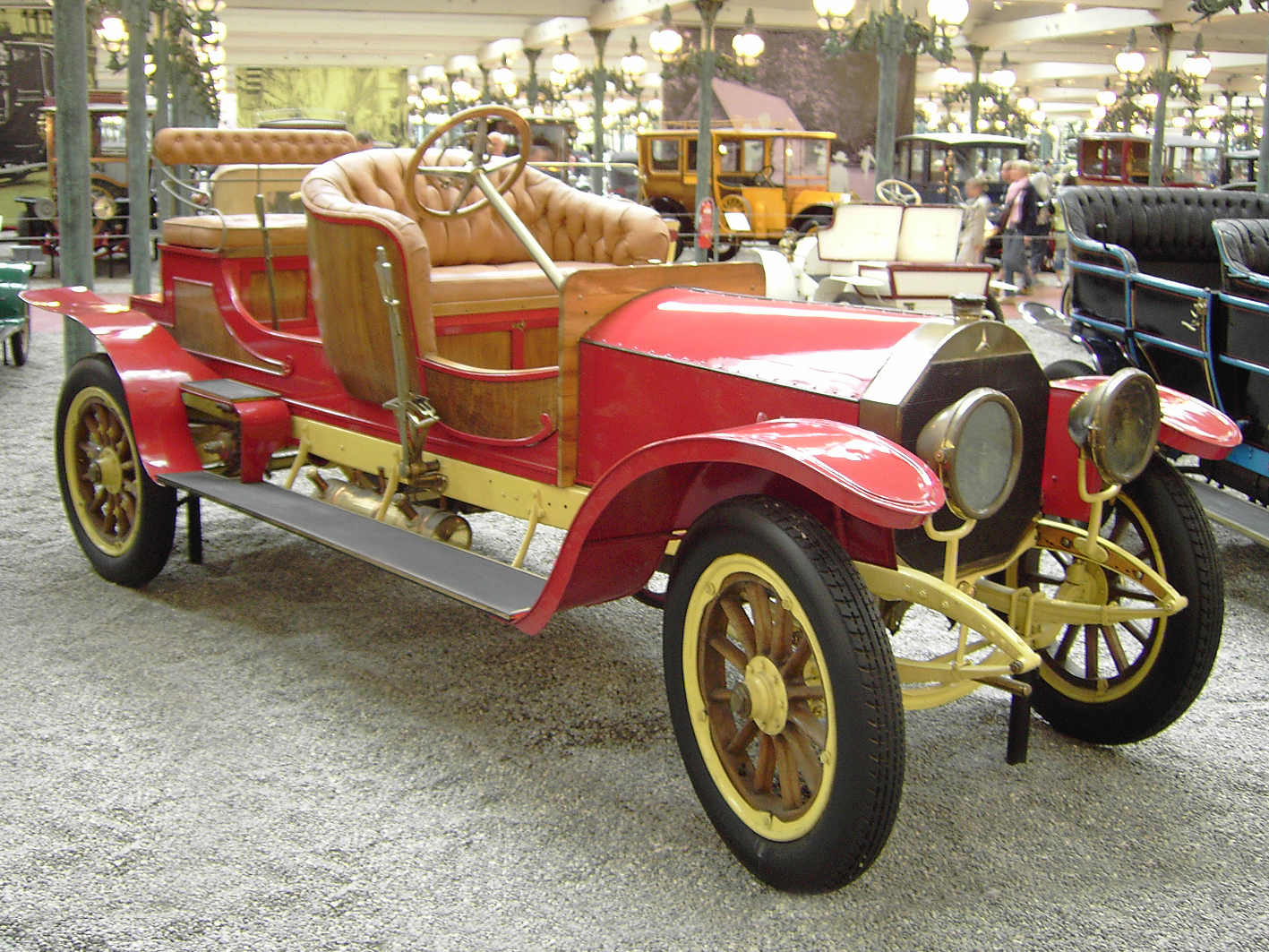
Um Mercedes 28/50 PS, Fáeton duplo de 1905.

O termo Fáeton descreve historicamente, uma carruagem de quatro rodas aberta. Quando os automóveis surgiram, ele foi aplicado inicialmente aos carros leves de dois lugares com carrocerias muito simples, no entanto, o termo continuou sendo aplicado à modelos com duas fileiras de assentos, com três fileiras, e até mesmo modelos cobertos. Eventualmente o termo "Fáeton" se tornou tão popular e genérico, que era aplicado à praticamente todo veículo que tivesse dois eixos e uma ou mais fileiras de assentos.

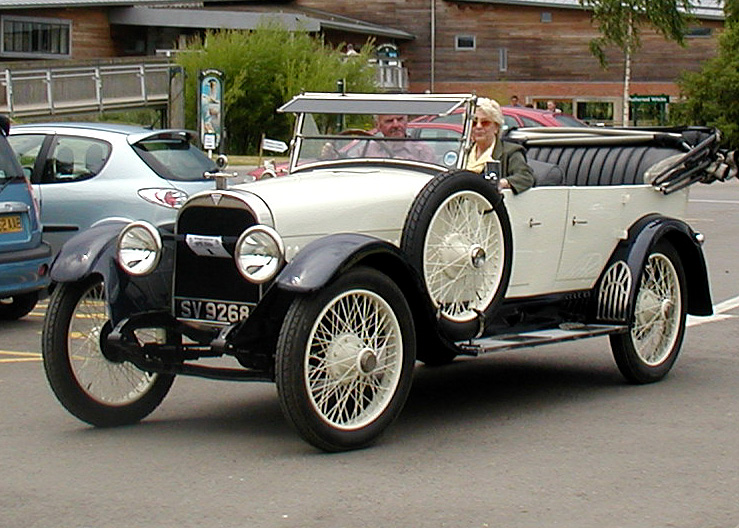
Um Hudson Fáeton de 1917.

Depois de 1912, o uso do termo "Fáeton" na América, começou a ficar mais relacionado às configurações de Fáeton triplo que tinham espaço para três fileiras de assento, quer todas as três estivessem instaladas ou não. A utilização do termo evoluiu para se referir às carrocerias que tinham espaço extra na traseira para acomodar as pernas dos passageiros de uma fileira extra de assentos. Isso dava ao veículo a aparência de que ele era destinado a ser operado por um chofer. Isso levou a que o termo "Fáeton" se tornasse similar, e eventualmente usado no lugar do termo "carro de turismo".
Uma variante desse modelo que se tornou muito popular, foi o "Fáeton duplo com capota", com uma capota separando os passageiros do banco de trás do motorista e passageiro do banco da frente. Esse tipo de carroceria saiu de moda quando carros de carroceria fechadas e os conversíveis ficaram disponíveis de forma mais ampla durante a década de 1930. Conversíveis e modelos sem colunas foram comercializados como Fáeton mesmo depois que os Fáeton "reais" saíram de cena.